# Соната для фортепиано № 4 (Бетховен)
Соната для фортепиано № 4 ми-бемоль мажор, опус 7, была написана Бетховеном в 1796—1797 годах и посвящена ученице композитора графине Бабетте Кеглевич. Согласно К. Черни, после выхода соната получила второе название «Влюбленной» (Die Verliebte).
Время работы над сонатой приходится на период подъёма жизненных сил Бетховена. Несмотря на то, что в целом соната звучит не совсем завершёно и монолитно, в ней уже чувствуется творческий поиск композитора, ищущего новые формы звучания для выражения своих замыслов, прослеживается поворот творчества Бетховена к его самобытности. По образному выражению Ленца — четвёртая соната для фортепиано Бетховена:
...уже в тысяче миль от первых трех сонат. Лев сотрясает тут перекладины клетки, где его еще держит взаперти безжалостная школа!

## Структура
Соната для фортепиано № 4 Бетховена состоит из четырёх частей: 1) Allegro molto e con brio, 2) Largo, con gran espressione, 3) Allegro, 4) Rondo (Poco allegretto e grazioso).
Первая часть сонаты Allegro molto е con brio, Es-dur, не вызвала особенно восторженных отзывов у критиков, тем не менее в ней уже прослеживается стремление композитора придать звучанию монументальность, присущую его более поздним произведениям.
Вторая часть сонаты Largo, con gran espressione, C-dur, напротив вызвала неподдельный интерес со стороны почитателей таланта Бетховена. В частности Ромен Роллан отмечает:
...большую серьезную мелодию крепкого рисунка, без светской приторности, без двусмысленности чувств, откровенную и здоровую: это бетховенское раздумье, которое, ничего не тая в себе, доступно всем.
Эта часть сонаты отличается величественной простотой звучания, более плавное и мелодичное, чем у поздних Adagio композитора.
Третья часть сонаты Allegro, Es-dur получил достаточно противоречивую оценку у критиков. Резкий контраст между первой частью скерцо и трио в миноре, по мнению Ленца звучит неуместно и, напротив, вызывает восхищение у А. Рубинштейна, но именно в этом контрастном трио можно увидеть переход к позднему творчеству композитора, в нём слышны отзвуки будущего звучания «патетической», «лунной» и «аппассионаты».
Четвёртая часть сонаты Rondo, Росо allegretto е grazioso, Es-dur возвращает ощущения слушателю ощущения радости и спокойствия. Композитор словно специально приглушает нежным, изящным рондо, все прозвучавшие в предыдущих частях сонаты творческие порывы.
В целом, несмотря на ряд удачных и выразительных решений, в звучании сонаты всё ещё слышны противоречия между замыслом композитора и его исполнением.